# Grassobbio
Grassobbio [ɡɾaˈsːɔbːjo] (Grassòbe [ɡɾaˈsɔbɛ , ɡɾaˈhɔbɛ] in dialetto bergamasco) è un comune italiano di 6 547 abitanti della provincia di Bergamo in Lombardia. Situato sulla destra orografica del fiume Serio, si trova a circa 8,5 chilometri a sud-est dal capoluogo orobico.
Il territorio del comune di Grassobbio confina a nord e ad est con Seriate, a sud-est con Cavernago, a sud e ad ovest con Zanica e a nord-ovest con Orio al Serio.

## Storia
Le origini di questo paese risalgono all'epoca romana, quando vennero insediati piccoli accampamenti considerati luoghi di avvistamento nonché avamposti difensivi della parte meridionale della città di Bergamo. A suffragare questa ipotesi vi sono alcuni ritrovamenti di lapidi ed iscrizioni funerarie, che lasciano intendere che questo insediamento fosse interessato dal passaggio di una via che metteva in comunicazione la pianura bergamasca con la val Seriana, passante per Bergamo, meta di molti lavoratori di Grassobbio del tempo.
Si pensa che le origini del nome Grassobbio, possano derivare da un diminutivo della parola "grasso", che anticamente significava "fertile" e "ben coltivato", aggiungendo però il suffisso -ubulus.
Al termine della dominazione romana si pensa che Grassobbio abbia attraversato una fase di spopolamento, come si evince dall'assoluta mancanza di reperti e di riferimenti scritti. Il primo documento che ne attesta l'esistenza risale addirittura al 1186, quando fu menzionata in un atto redatto per conto dell'imperatore Federico Barbarossa.
Fu in questo periodo medievale che il borgo venne interessato da un consistente sviluppo abitativo e demografico, favorito dalle migliorate condizioni economiche. Tuttavia in ambito sociale e politico venne investito dalle lotte fratricide tra guelfi e ghibellini, che imperversavano in quasi tutta la provincia. A tal proposito dovette dotarsi di edifici fortificati, tra cui un castello, volti alla difesa del territorio e degli abitanti. La situazione ritornò alla normalità soltanto all'inizio del XV secolo, quando irruppe la Repubblica di Venezia che, grazie ad una serie di interventi mirati, riuscì a ristabilire un equilibrio sociale ponendo fine alle lotte e a risollevare l'economia, favorendo lo sviluppo agricolo, base della stessa.
Tuttavia la popolazione visse ancora momenti di grande difficoltà, tra cui alcune epidemie di peste (la più devastante nel XVII secolo), carestie e straripamenti del fiume Serio, che distrussero parte del centro abitato nel 1646 e nel 1920.
I secoli successivi videro l'arrivo della dominazione francese al termine del XVIII secolo, a cui poi subentrarono gli austriaci, per poi passare definitivamente al Regno d'Italia nel 1859, senza che nel paese di Grassobbio avvenissero episodi di rilevanza politica.
Soltanto a partire dalla seconda metà del XX secolo il territorio comunale vide una progressiva trasformazione economica, che lo portò ad abbandonare l'anima rurale che lo aveva contraddistinto per secoli, per trasformarsi in un piccolo centro industriale, a cui margini sorge l'aeroporto "Il Caravaggio" di Orio al Serio, con un grande sviluppo demografico, edilizio ed industriale.

### Simboli
Lo stemma e il gonfalone sono stati approvati con delibera della giunta municipale del 21 novembre 1978 e concessi con decreto del presidente della Repubblica del 11 gennaio 1980.
Lo stemma del paese è suddiviso in due immagini che simboleggiano il suo passato e il suo presente. Il passato è rappresentato dall'immagine di un castello in fiamme, per ricordare quello messo a ferro e fuoco nel 1398 durante le lotte tra guelfi e ghibellini — convertito successivamente in una casa colonica — di cui oggi sono presenti, all'interno del paese, solo alcuni resti (due torri e un muro). Il presente, invece, è rappresentato da un edificio industriale: nel 1961 il paese avrà infatti un grande boom industriale che originò un forte sviluppo economico, portando Grassobbio ad essere un paese altamente industrializzato.
Il gonfalone è un drappo troncato di bianco e di azzurro.

## Monumenti e luoghi d'interesse

### Architetture religiose
- Santuario dedicato a Santa Maria Assunta, all'interno dell'oratorio, edificato nel 1250, contenente pregevoli opere di scuola bergamasca.
- La nuova chiesa dedicata alla Santa Famiglia di Nazareth costruita nelle adiacenze del santuario e consacrata nel maggio 2010 da monsignor Francesco Beschi, vescovo di Bergamo.
- Chiesa parrocchiale di sant'Alessandro: edificata nel XIII secolo e poi ricostruita quasi completamente, in seguito allo straripamento del Serio nel 1646, presenta al proprio interno una serie di opere pittoriche di artisti locali dall'alto valore artistico.[11]

### Architetture civili
Molto importante in ambito storico è anche ciò che resta del castello medievale, identificato in un edificio rustico posto a sud del centro abitato, nel quale si possono ancora riconoscere elementi della vita di allora.
Degno di nota è il settecentesco Palazzo Belli, una grande costruzione voluta dal conte Giampaolo Belli, come sua dimora, ora sede della Biblioteca Comunale e del Museo Ricordi delle Guerre mondiali. Al suo interno sono conservate e esposte sale dall'alto valore artistico e molte delle più importanti testimonianze dei reduci dei combattenti dei due conflitti mondiali.
In località Padergnone è presente un edificio settecentesco, ai tempi rinomata residenza nobiliare dotata di opere di grande valore e di un grande parco.

### Aree naturali
In ambito naturalistico, la parte orientale del paese, dove scorre il fiume Serio, è inserita nel territorio del Parco del Serio, interessato da numerosi interventi volti a riqualificarne il territorio, tra cui la realizzazione di una pista ciclo-pedonale ed il recupero degli argini del fiume.

## Sport

### Calcio
La squadra di calcio di Grassobbio, FCD GRASSOBBIO, dopo aver militato diversi anni in prima categoria lombarda, è retrocesso prima in seconda categoria (2021/2022) e poi in terza (2022/2023), dove giocherà l’annata 2023/2024. 

### Pallavolo
La squadra di pallavolo maschile di Grassobbio, MGR GRASSOBBIO, milita da qualche anno in serie B.

## Società

### Evoluzione demografica
Abitanti censiti

## Infrastrutture e trasporti
Per quanto riguarda la viabilità, Grassobbio è attraversato da SS 042 - del Tonale e della Mendola, SS 498 - Soncinese, e dalla autostrada A4 Torino -Trieste accessibile dal casello di Seriate a meno di due chilometri.
Il comune dista undici chilometri da Bergamo, il capoluogo di provincia e ha attivato il servizio di trasporto pubblico ATB che collega Capannelle-Grassobbio a Bergamo e Città Alta, passando per Orio al Serio attraverso la linea 1 (1A Città Alta per l'andata e 1C Grassobbio-Capannelle per il ritorno).
Inoltre, dista solo sei chilometri dall'Aeroporto di Bergamo-Orio al Serio Il Caravaggio (BGY), raggiungibile mediante il servizio ATB scendendo alla fermata di Orio Center.

## Amministrazione
| Periodo        | Periodo        | Primo cittadino    | Partito                         | Carica  | Note |
| -------------- | -------------- | ------------------ | ------------------------------- | ------- | ---- |
| 14 giugno 2004 | 7 giugno 2009  | Pierluigi Salvetti | Lega Nord                       | Sindaco |      |
| 8 giugno 2009  | 25 maggio 2014 | Ermenegildo Epis   | Lega Nord                       | Sindaco |      |
| 26 maggio 2014 | 26 maggio 2019 | Ermenegildo Epis   | Lista civica Per il bene comune | Sindaco |      |
| 27 maggio 2019 | in carica      | Manuel Bentoglio   | Lega Nord                       | Sindaco |      |

## Geografia antropica

### Frazioni
- Capannelle dista 2,6 chilometri da Grassobbio ed è composto da 388 abitanti.[15]

### Contrade
- Centro
- Colpani
- Fornacette
- Nava
- Pale
- Riboli

### Località
- Padergnone